# Maigret tend un piège (film)
Pour l’article homonyme, voir Maigret tend un piège.
Pour plus de détails, voir Fiche technique et Distribution.
Maigret tend un piège est un film policier franco-italien adapté du roman homonyme de Georges Simenon, réalisé par Jean Delannoy et sorti en 1958.

## Synopsis
Dans le quartier parisien du Marais, plusieurs jeunes femmes seules sont successivement assassinées la nuit et chaque fois, à coups de couteau. Aussitôt après son dernier crime, l'assassin exprime depuis une borne de police-secours un message à l'intention du commissaire Maigret. Cette provocation incite l'enqûeteur à prendre en main cette affaire. Pour pousser à la faute ce psychopathe, il fait arrêter un faux coupable consentant nommé Mazet, en espérant inciter le meurtrier à se manifester, lors de la reconstitution du plus récent crime. Le piège fonctionne. Une auxiliaire de la police servant d'appât est agressée mais elle tient tête à son agresseur. Il parvient néanmoins à s'enfuir. Seul indice : au cours de l'empoignade, le tueur perd un bouton de sa veste. Au cours de la reconstitution, l'inspecteur Lagrume remarque une jeune femme parmi les badauds. Yvonne Maurin, dont l'attitude lui paraît suspecte l'encourage à la prend en filature. Elle va retrouver un amant dans un hôtel. Dès le lendemain matin, Maigret accompagné de Lagrume rendent visite à la jeune femme et font la connaissance de son mari, Marcel, un architecte-décorateur. Au terme de cette visite, Maigret demande sur un ton badin à Marcel Maurin s'il pourrait jeter un coup d'oeil à ses costumes. Ceux-ci sont tous intacts. Toutefois, Marcel Maurin a passé sa jeunesse place des Vosges, où son père a tenu une boucherie. Sa mère, désormais veuve, habite précisément le pâté de maisons où l'assassin s'est volatilisé lors de sa dernière tentative. Maigret rencontre cette femme et se rend compte que celle-ci vit dans l'admiration de son fils unique, dont elle conserve pieusement la moindre des créations depuis son enfance.
Plus tard, Yvonne Maurin vient voir Maigret chez lui pour lui expliquer que son écart de conduite est exceptionnel et dû à son exaspération, face aux nombreuses aventures de son mari. Maigret interroge l'amant d'Yvonne Maurin, un gigolo, lui apprenant qu'elle était vierge lors de leur première liaison. Maigret, désormais certain de tenir le coupable, fait convoquer Marcel Maurin au Quai des Orfèvres et commence à le cuisiner, d'abord en douceur puis, de manière de plus en plus pressante; d'autant plus que le bouton arraché lors de la dernière tentative de meurtre pourrait bien être celui d'un costume appartenant au père du suspect. Marcel Maurin, à bout nerveusement, donne l'impression d'être sur le point de craquer mais un nouveau crime est commis.

Acteurs principaux
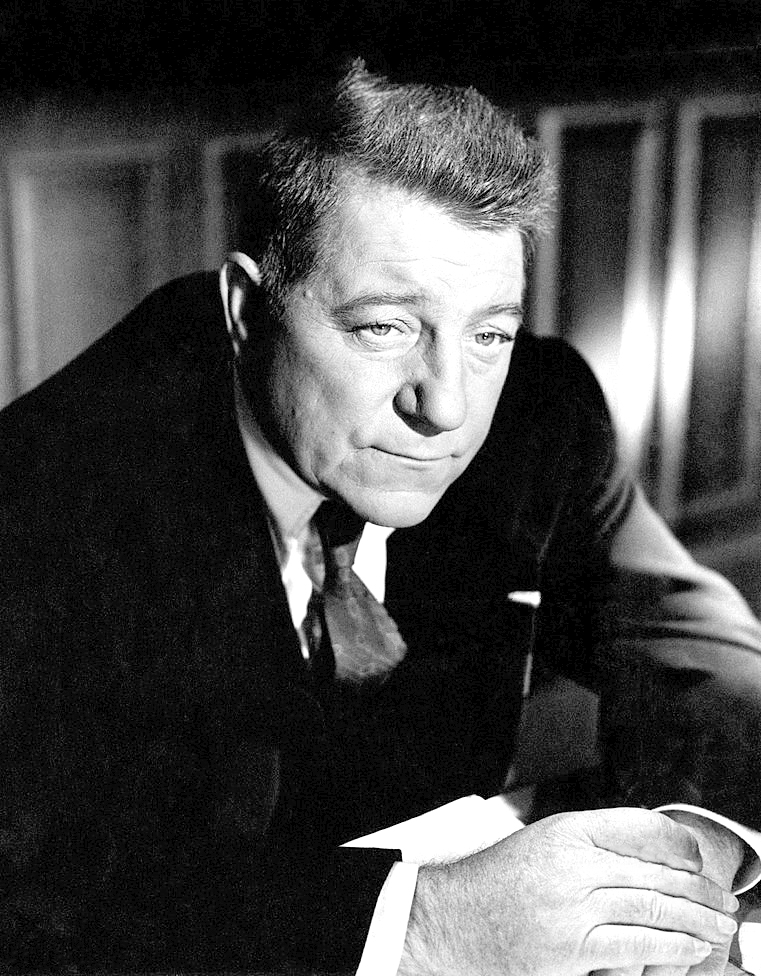
Jean Gabin (commissaire Maigret)
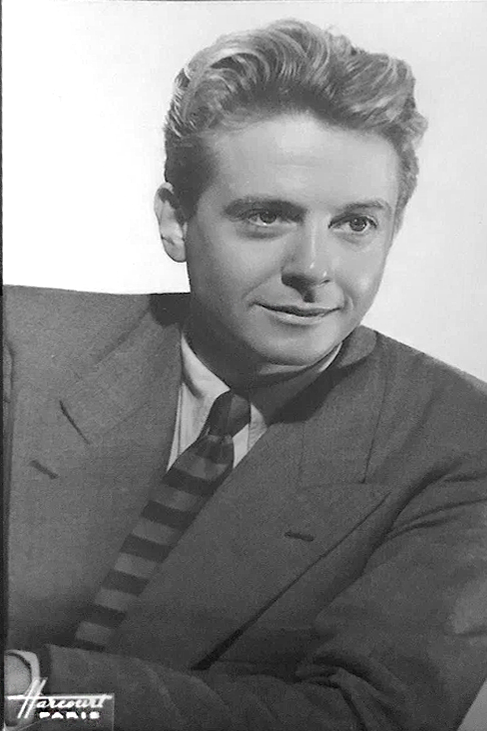
Jean Desailly (Marcel Maurin)
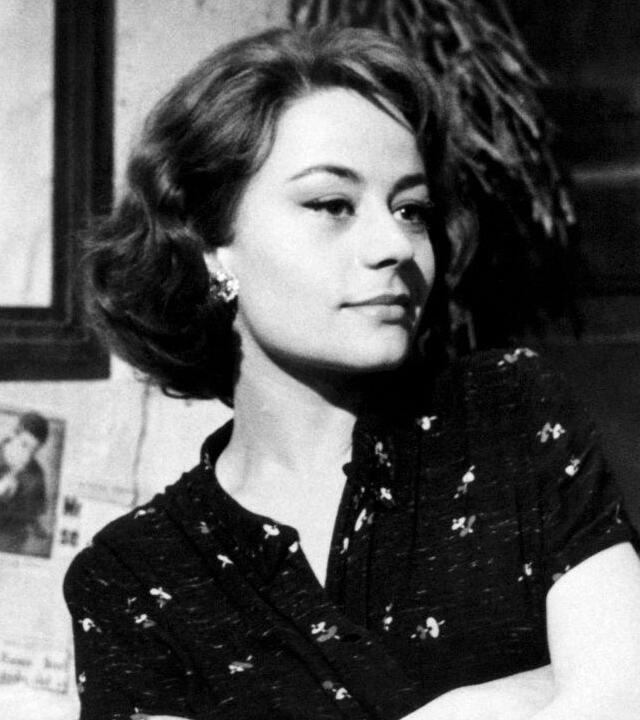
Annie Girardot (Yvonne Maurin)
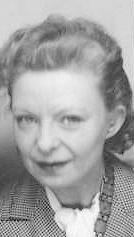
Lucienne Bogaert (la mère Maurin)
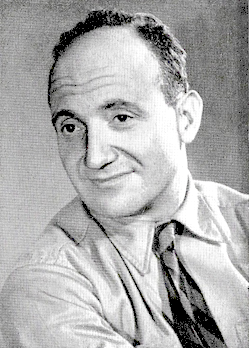
Olivier Hussenot (l'inspecteur Lagrume)
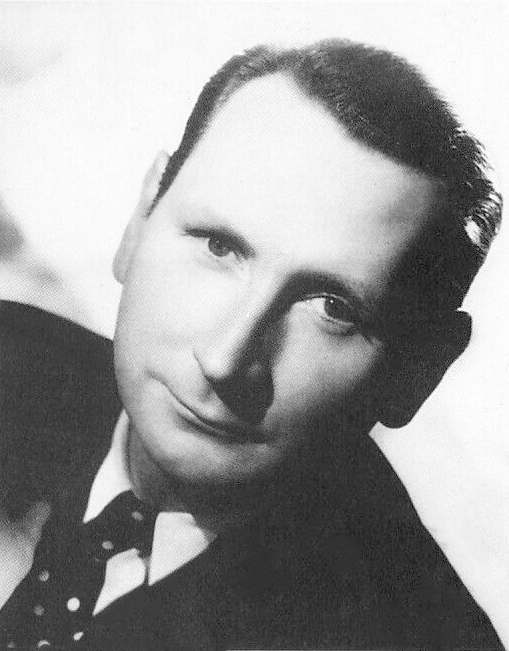
Alfred Adam (Barberot, boucher)
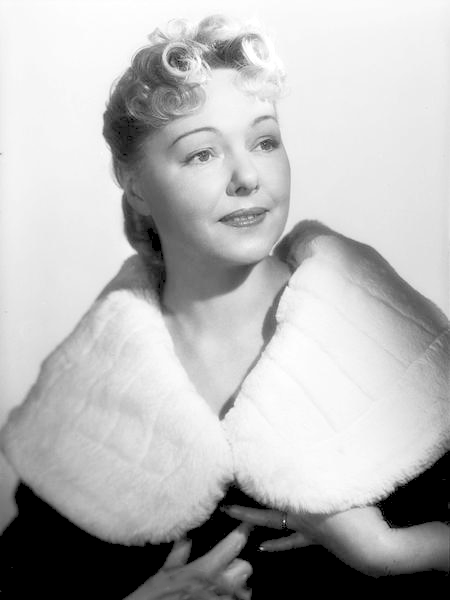
Paulette Dubost (Mauricette, bouchère)
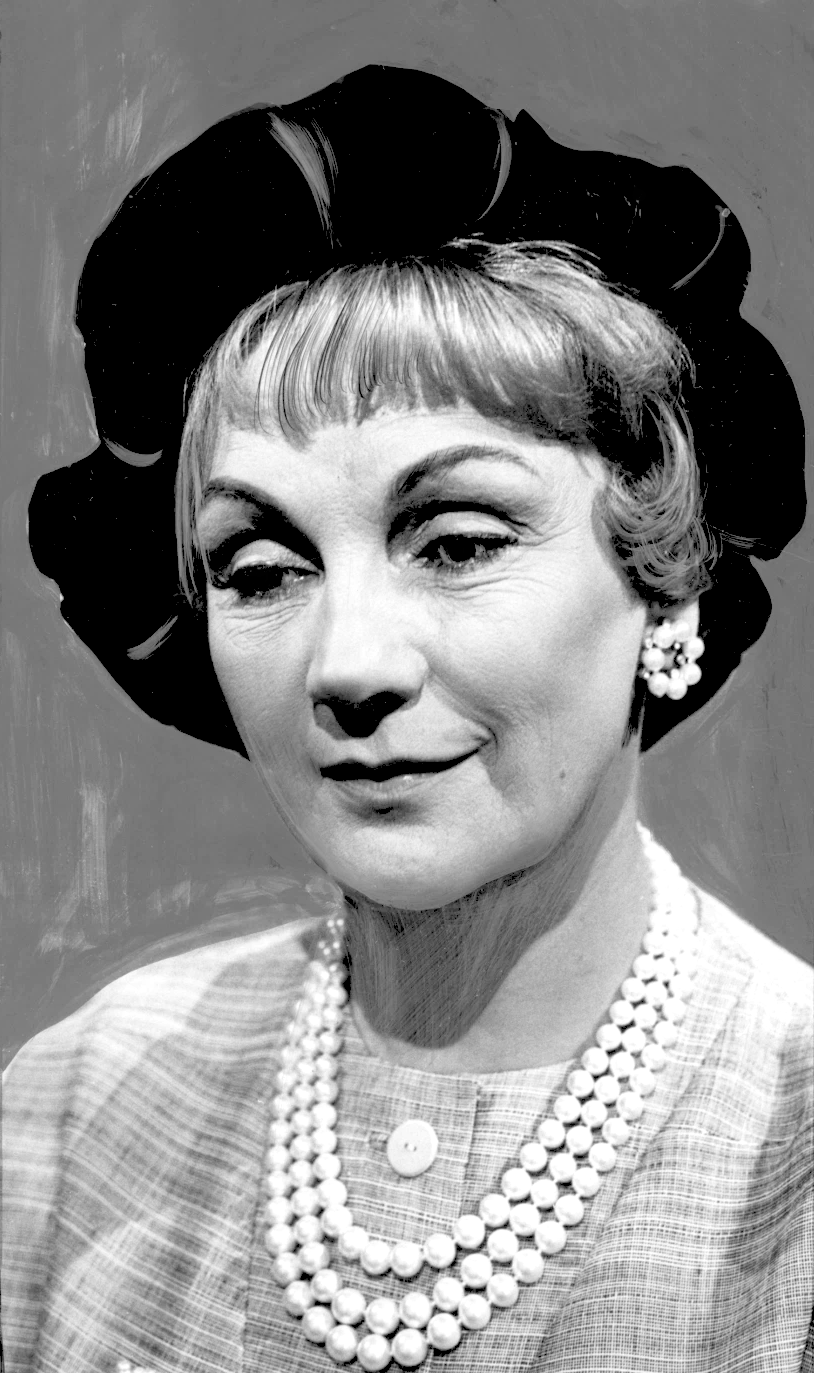
Jeanne Boitel (Louise Maigret)
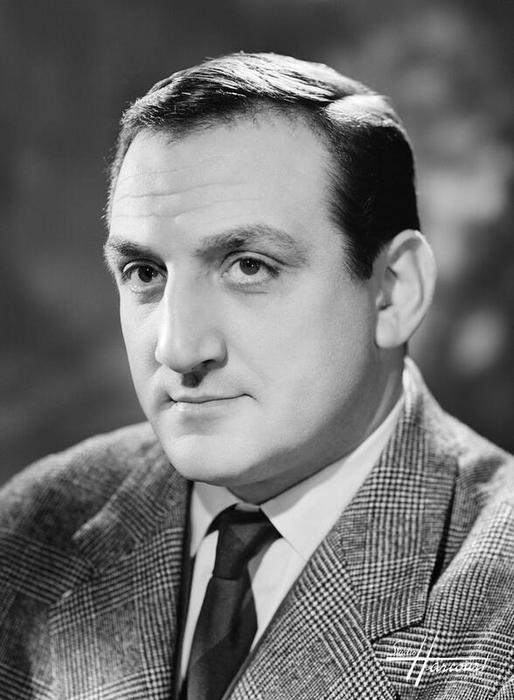
Lino Ventura (l'inspecteur Torrence)
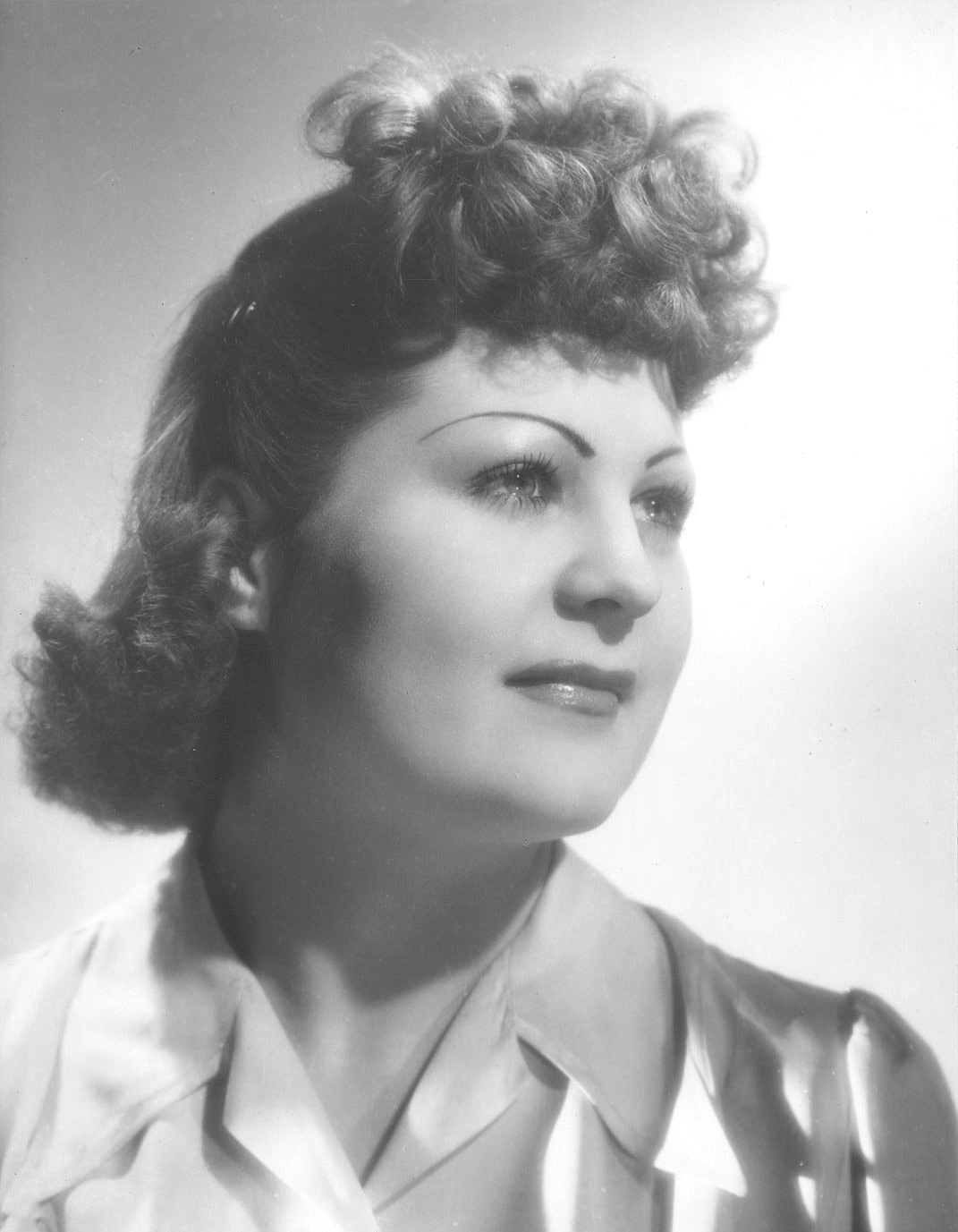
Dominique Davray (une victime)
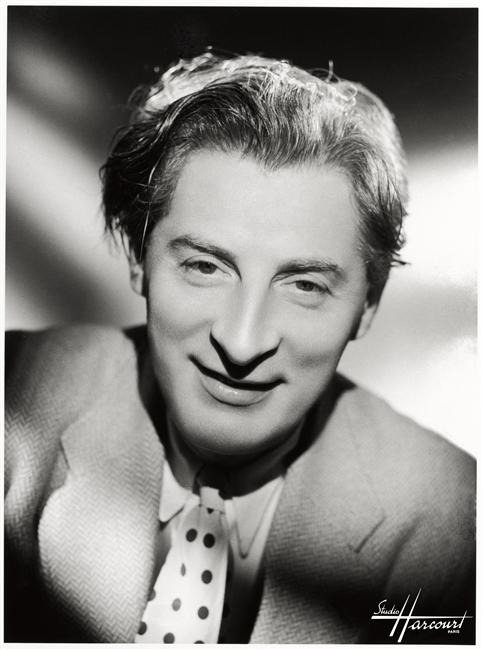
Jean Tissier (journaliste à Paris-Presse)
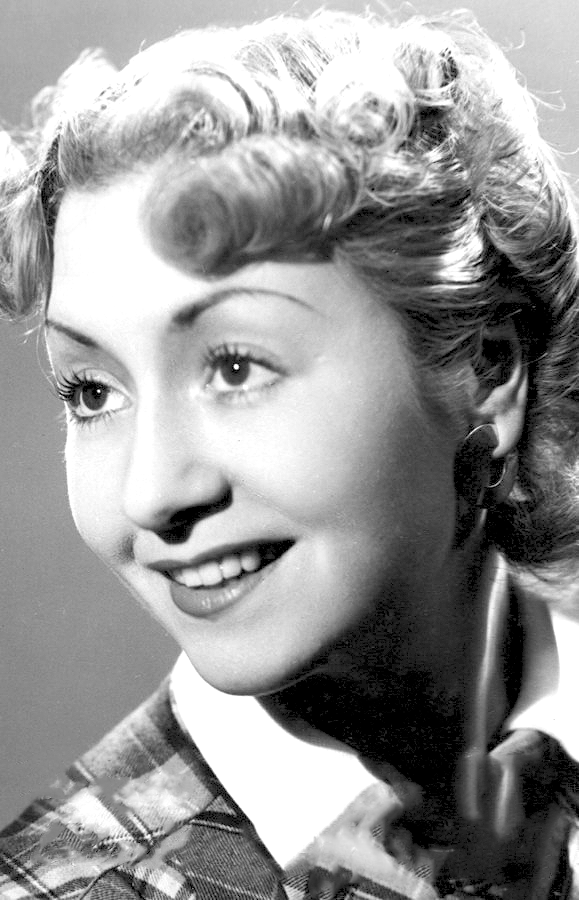
Denise Clair (la concierge)
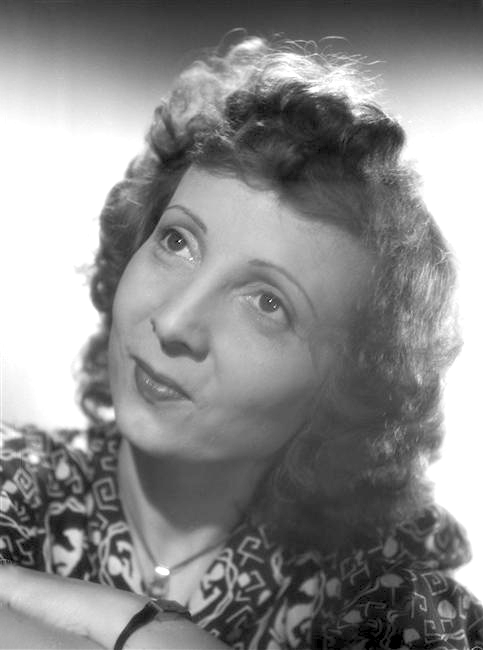
Madeleine Barbulée (une cliente)
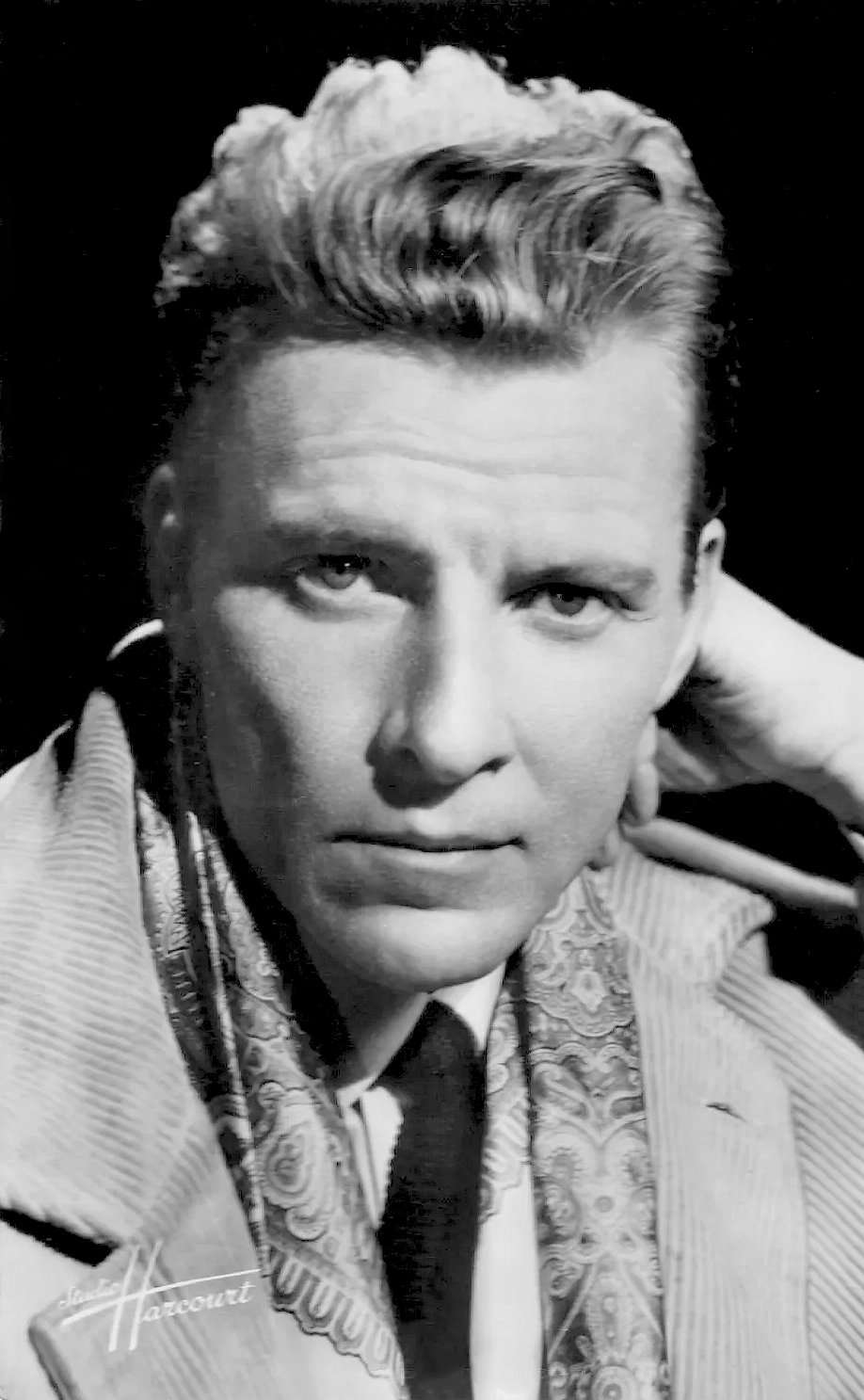
Gérard Séty (Georges Vacher)
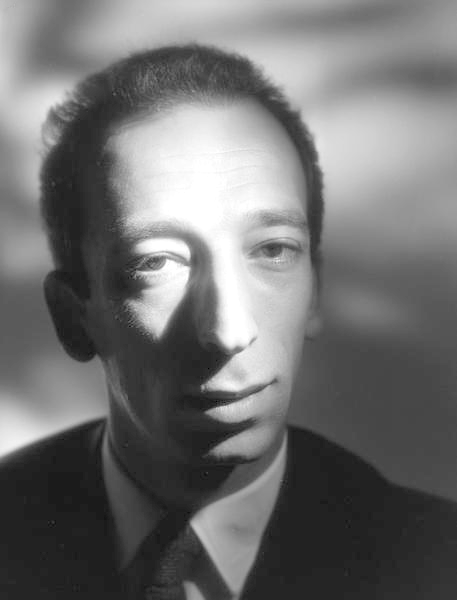
Daniel Emilfork (le maniaque)

## Fiche technique
- Titre original : Maigret tend un piège
- Réalisation : Jean Delannoy
- Scénario : Jean Delannoy, Michel Audiard et Rodolphe-Maurice Arlaud d'après le roman éponyme de Georges Simenon
- Dialogue : Michel Audiard
- Assistants à la réalisation : Alain Kaminker, Joseph Drimal
- Décors : René Renoux, assisté de Pierre Tybergheim et Simone Delaunay
- Maquillage : Marcel Bordenave
- Photographie : Louis Page
- Opérateur : Henri Tiquet
- Montage : Henri Taverna, assisté de Simon Bretoneiche
- Son : Jacques Carrère, assisté de Guy Villette
- Musique : Paul Misraki (Éditions Impéria)
- Direction musicale : Marc Lanjean
- Photographe de plateau : Marcel Dole
- Script-girl : Claude Vériat
- Régisseur extérieur : Roger Joint, René Thomas
- Régisseur général : Éric Geiger
- Affiche de Gilbert Allard
- Chef de production : Jean-Paul Guibert
- Directeur de production : Claude Hauser
- Sociétés de production : Intermondia Films (France), Jolly Films (Italie)
- Sociétés de distribution : Rank (distributeur d'origine France), Les Acacias (France), Tamasa Distribution (France), TF1 International (vente à l'étranger)
- Pays de production : France, Italie
- Format : noir et blanc — 35 mm — 1.37:1 — monophonique (Western Electric)
- Tirage : Laboratoire Éclair — Enregistrement par la société Optiphone
- Genre : film policier
- Durée : 119 minutes
- Date de sortie : 
  - France : 29 janvier 1958
- Classifications et visa CNC : mention « tous publics », Art et Essai, visa d'exploitation no 19714 délivré le 23 janvier 1958
- Affiche : Gilbert Allard (France)

## Distribution
- Jean Gabin : Jules Maigret, commissaire divisionnaire de la PJ
- Jeanne Boitel : Louise Maigret, son épouse
- Olivier Hussenot : l'inspecteur Lagrume
- André Valmy : l'inspecteur Lucas
- Lino Ventura : l'inspecteur Torrence
- Maurice Sarfati : l'inspecteur Lapointe
- Amédée (Philippe de Chérisey) : l'inspecteur Alfonsi
- Raphaël Patorni : l'inspecteur Janvier
- Charles Bouillaud : l'inspecteur Mondar
- Georges Lycan : un inspecteur
- André Chanu : le médecin de la PJ
- Marie Mergey : la dactylo de la PJ
- Pierre Moncorbier : Moers, expert de la PJ
- Jean Debucourt : Camille Guimard, directeur de la PJ
- Guy Decomble : Mazet, le faux coupable
- Hubert de Lapparent : le juge Coméliau
- France Asselin : une auxiliaire de police
- Nadine Basile : une auxiliaire de police
- Denise Carvenne : une auxiliaire de police
- Yvonne Constant : une auxiliaire de police
- Gérard Darrieu : un agent
- Pierre Duncan : un agent
- Louis Bugette : Simoni, agent du commissariat du 4e arrondissement
- Jacques Hilling : le médecin légiste
- Dominique Davray : Marguerite Juteau, une victime
- Germaine Michel : la voisine de Marguerite Juteau
- Pierre-Louis : Étienne Rougin, journaliste
- Jean Tissier : le journaliste de Paris-Presse
- Michelle Nadal : une journaliste
- Geymond Vital : un journaliste
- Jean Desailly : Marcel Maurin, architecte-décorateur
- Annie Girardot : Yvonne Maurin, épouse de Marcel
- Lucienne Bogaert : Adèle Maurin, mère de Marcel, veuve d'Albert Maurin
- Dominique Page : la bonne des Maurin
- Denise Clair : la concierge de l'immeuble d'Adèle Maurin
- Alfred Adam : Barberot, boucher, successeur d'Albert Maurin
- Paulette Dubost : Mauricette, son épouse
- Maryse Paillet : une employée de la boucherie
- Jean-Louis Le Goff : Goudier, boucher
- Madeleine Barbulée : une cliente
- Florence Brière : la dame des toilettes
- Gérard Séty : Georges Vacher (« Jojo »), danseur mondain
- Nicolas Amato : un standardiste
- Henri Coutet : un garçon de brasserie
- Daniel Emilfork : le maniaque
- Louis Saintève : un badaud
- Albert Michel : un gardien
- Jean Gras : un gardien de la paix en tenue
- Jacques Ciron : le réceptionniste de l'hôtel
- Albert de Médina : l'employé du magasin de confection
- Claude Mercutio : un homme dans la petite ruelle
- Odette Roger : une femme en terrasse (non créditée)

## Production
On remarque de nombreuses différences entre le film et le roman. Le personnage de Marcel Maurin se nomme Moncin dans le livre. Plusieurs personnages portent d’autres noms, plusieurs adresses sont différentes. Dans l’œuvre de Simenon, Mazet n’est pas un petit voyou mais un ancien collègue de Maigret, et l’inspecteur Lagrume n’existe pas. Pas plus que Jo le Danseur, ni Mauricette, ni Barberot. La double vie d’Yvonne n’est pas mentionnée. D’autre part, dans le roman, l’assassin sévit dans les rues de Montmartre, alors que le film se déroule dans le Marais.

### Casting
Jean Gabin, septième acteur à incarner Maigret à l'écran, endosse pour la première fois le rôle du célèbre commissaire. Il tourne ensuite deux autres Maigret : Maigret et l'Affaire Saint-Fiacre de nouveau réalisé par Jean Delannoy (1959), puis Maigret voit rouge réalisé cette fois-ci par Gilles Grangier (1963).

### Tournage
- Période de prises de vue : 22 juillet au 28 septembre 1957
- Intérieurs : studios Éclair d'Épinay-sur-Seine (Seine-Saint-Denis)
- Extérieurs à Paris : 
  - 36, quai des Orfèvres (1er arr.)[1] ;
  - Quartier du Marais (4e arr.) ;
  - Quai Louis-Blériot (16e arr.)[2].

### Chanson
Ça ne sert à rien, paroles d'André Hornez et musique de Paul Misraki, interprétée par Paule Desjardins (droits d'origine Polydor transférés aux éditions Larghetto BV).

## Box-office
Lors de sa sortie nationale en 1958, Maigret tend un piège totalise 2 655 530 entrées sur l'ensemble du territoire, dont 688 914 entrées à Paris. En mai 2014, le film enregistre 3 079 198 entrées comprenant les reprises en salles depuis sa sortie initiale.
1958 est l'année des records pour Jean Gabin puisque seulement quelques semaines après (en mars) sort la version des Misérables dans laquelle il tient le rôle de Jean Valjean, film en deux époques de Jean-Paul Le Chanois, le plus grand succès français de l'année avec 7 821 607 entrées.

## Distinctions

### Récompense
Prix Edgar-Allan-Poe 1959 : Edgar du meilleur film étranger

### Nominations
BAFTA 1960 :
- Jean Delannoy nommé pour le prix du meilleur film toutes catégories
- Jean Gabin nommé pour le prix du meilleur acteur
- Jean Desailly nommé pour le prix du meilleur acteur

## Autour du film
- Le roman de Simenon se déroulait à Montmartre, le film, lui, se passe dans le quartier du Marais. En effet, par la fenêtre de son appartement qu'ouvre Maigret (à 13 min), on voit la colonne de Juillet et Le Génie de la Liberté (ce qui n'est pas conforme aux romans, dans lesquels il habite bien plus haut sur le boulevard Richard-Lenoir, à l'intersection avec l'avenue de la République). Ce quartier du Marais était alors très dégradé, bien loin du quartier chic qu'il est devenu dans les années 1990.

- La mère de Marcel Maurin a gardé une grue que son fils a fabriquée étant enfant, cette grue semble être faite par la marque britannique Meccano, mais avec trois rangées de trous décalés au lieu d’une pour Meccano (ou de trois non décalés pour le rare Meccano X), elle est faite par Trix, un concurrent allemand de Meccano moins connu[5]. Maigret évoque néanmoins une grue Meccano (à 1 h 34) : « Ça rejoint la grue Meccano et l’eau de la petite fontaine. »

- On notera une légère incohérence dans le scénario : lors de sa dernière tentative de meurtre, Maurin, qui s'est vu arracher un bouton de costume par sa victime, court chez sa mère qui lui fournit en échange de son costume abîmé un costume de feu son père, intact. Or, le tailleur qui a retrouvé le costume à partir du fameux bouton attribue celui-ci à un costume vendu au père de Maurin en 1939, ce qui signifierait que Maurin a utilisé un costume de son père pour commettre sa tentative de meurtre, puis l'aurait échangé contre un de ses propres costumes conservé par sa mère.

- Lucienne Bogaert est abonnée aux rôles de mère abusive et inquiétante : elle joue peu ou prou le même dans Voici le temps des assassins ou Les Dames du bois de Boulogne.

## Éditions vidéo
Maigret tend un piège sort en digibook DVD/Blu-ray chez Coin de Mire Cinéma le 4 septembre 2020.